# NGC 3316
NGC 3316是一个位于长蛇座的透鏡狀星系，距离地球1.9亿光年，1835年3月26日由約翰·赫歇爾发现，属于長蛇座星系團。